# El cant dels ocells
|  | Aquest article és sobre la cançó. Per a la pel·lícula del 2008 d'Albert Serra, vegeu «El cant dels ocells (pel·lícula)». Per als sons que fan els ocells, vegeu «Vocalització dels ocells» |

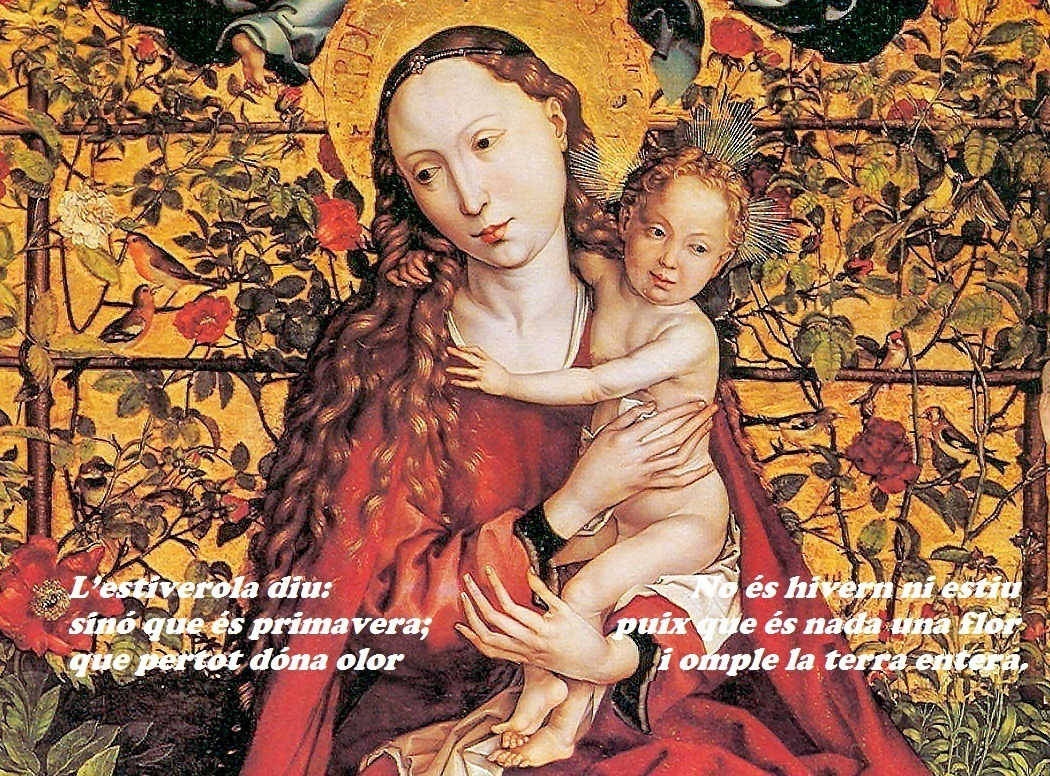
Martin Schongauer: Madonna al jardí de les roses amb ocells (1473)

El cant dels ocells és una cançó tradicional catalana de Nadal. La cançó explica la joia de la natura el dia del naixement del nen Jesús a l'estable de Betlem. Va ser popularitzada fora de Catalunya per Pau Casals que va començar a interpretar-la al violoncel en els seus concerts des de l'exili del 1939. Per això és considerada un símbol nacional de Catalunya.

## Història
L'any 1705 una versió paròdica d'El cant dels ocells va ser impresa en fulletons degut a l'arribada a Barcelona de l'arxiduc Carles III.
Pau Casals va popularitzar la versió més coneguda de la cançó, la qual interpretava al començament de tots els seus concerts des del seu exili, l'any 1939. La seva versió s'adapta al ritme de bressolar i per això, segons Joan Amades, és utilitzada com a cançó de bressol.
Fruit del sentiment catalanista de Pau Casals, sentiment confrontat amb els seguidors del franquisme, i d'una conferència a la seu de les Nacions Unides (I am a Catalan) on va interpretar aquesta cançó, El cant dels ocells ha esdevingut un símbol de pau i llibertat arreu del món, però de manera significativa a Catalunya, on se sol usar per acomiadar als difunts el dia de l'enterrament i és considerada símbol nacional.
Pau Casals fou convidat a tocar a la Casa Blanca de Washington, en la presa de possessió del president J.F. Kennedy, el 13 de novembre de 1961, i hi interpretà la peça. 50 anys després es va tornar a tocar la cançó a Washington DC amb la presència de la vídua de Casals, Marta Casals, rebent l'ovació dels més de 2.500 assistents.
De la cançó se n'han enregistrat nombroses adaptacions, d'entre les quals són remarcables el seu arranjament per a vuit violoncels o el seu arranjament per a piano i violoncel. D'altres versions són la del saxofonista Pedro Iturralde, que s'inicia amb un solo de saxòfon i desemboca amb un conjunt per a orquestra de jazz, això com les de cantautors com Lluís Llach, de cantants lírics com Victòria dels Àngels, de compositors com Frederic Mompou que la va arranjar per a guitarra sola, o de grups de rock com Pastorets Rock o Companyia Elèctrica Dharma. Abans de Casals, Pep Ventura va compondre'n una sardana.

## Lletra tradicional
Aquí la lletra tradicional, amb els enllaços als articles dels ocells que es mencionen.
| En veure despuntar el major lluminar en la nit més ditxosa, els ocellets cantant, a festejar-lo van amb sa veu melindrosa. L'àguila imperial se'n vola cel a dalt, cantant amb melodia, dient: Jesús és nat, per treure'ns de pecat i dar-nos alegria. Respon-li lo pardal: Avui, nit de Nadal, és nit de gran contento! El verdum i el lluer diuen cantant, també: "Oh, quina alegria sento! Cantava el passarell: Oh, que hermós i que bell és l'infant de Maria! I li respon el tord: Vençuda n'és la mort, ja naix la vida mia ! Refila el rossinyol: És més bonic que el sol més brillant que una estrella! La cotxa i el bitxac festegen al manyac i a sa Mare donzella. | Cantava el reietó per glòria del Senyor, inflant amb biçarria; el canari segueix: llur música pareix del Cel gran melodia. Ja n'entra el cotoliu dient: Ocells veniu a festejar l'aurora! I lo merlot, xiulant, anava festejant a la més gran Senyora. L'estiverola diu: No és hivern ni estiu sinó que és primavera; puix que és nada una flor que pertot dona olor I omple la terra entera. Cantava el francolí: Ocells qui vol venir avui a trenc de dia a veure el gran Senyor amb sa gran resplendor a dins d'una establia? Ve cantant el puput: Eixa nit ha vingut el Rei de més grandesa! La tórtora i el colom admiren a tothom cantant sense tristesa. | Picots i borroners volen entre els fruiters cantant llurs alegries; la guatlla i el cucut de molt lluny han vingut per contemplar el Messies. Cantava la perdiu Me'n vaig a fer lo niu dins d'aquella establia, per a veure l'Infant com està tremolant en braços de Maria. La garsa, griva o gaig diuen: Ara ve el maig! Respon la cadernera: Tot arbre reverdeix, tota branca floreix com si fos primavera. Xiuxiueja el pinsà: Glòria avui i demà; sento gran alegria de veure el diamant tan hermós i brillant als braços de Maria. El xot i el mussol al veure eixir el sol confosos se retiren. El gamarús i el duc diuen: Mirar no puc; tals resplendors m'admiren! |

## Anàlisi de la melodia

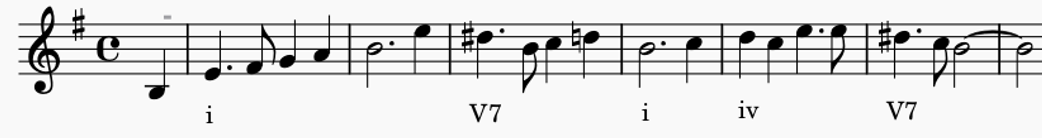
Primers sis compassos de la melodia en Mi menor

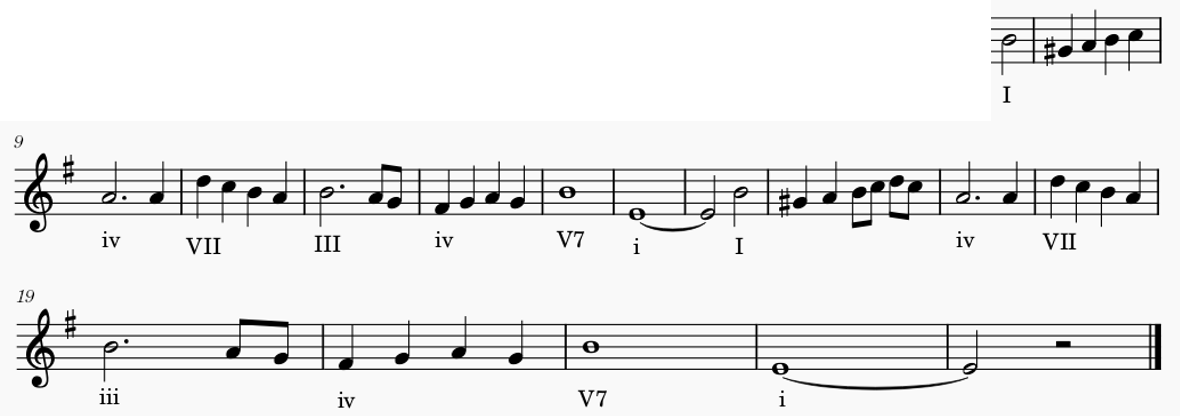
Compassos del 7 al 23 de la melodia

Aquesta peça ha estat arranjada múltiples vegades per diversos autors i, per tant, l'harmonització de cada autor és diferent, si bé s'assemblen en els trets fonamentals. En canvi, la línia melòdica sempre es manté (amb petites variacions), tot i que és força comú trobar-la en una altra tonalitat.
Cada cop que comença una estrofa del text la melodia es repeteix. Aquesta melodia està formada per dues parts diferenciades, A i B, i compta amb una repetició de la part B. En ser una cançó de bressol tradicional, la peça compta amb una melodia lírica amb un caràcter fràgil i malenconiós. La part A va des del primer compàs fins al segon temps del sisè. La primera B, des del tercer temps del sisè compàs fins al segon temps del compàs 15, i la resta fins a completar els 22 compassos formen la repetició de la B.
La frase més famosa d'aquesta peça és l'inici de la part A, on després d'un començament anacrúsic amb un salt de quarta es presenta una escala ascendent des de la tònica fins al cinquè grau. A la següent frase apareix per primer cop l'alteració que crea la sensible, que cau en un cinquè grau en comptes de resoldre a la tònica. L'última frase d'aquesta part conté també una sensible que no resol a tònica, sinó que baixa per graus conjunts fins al cinquè grau. En aquesta baixada però, es crea un interval de segona augmentada, molt poc emprat en la música clàssica occidental però bastant característic de la tradició musical ibèrica a causa de la influència aràbiga. Aquesta és una frase suspensiva, ja que harmònicament acaba amb una semicadència formada per un quart seguit d'un cinquè grau.
La part B comença amb el tercer grau augmentat creant una sensació de la tònica en mode major. Comença una escala ascendent fins al sisè grau que cau cap al quart. A la següent frase la melodia salta fins al setè grau, aquest cop en major a causa de la manca de la sensible. Tot seguit, baixa per graus conjunts i una brodadura inferior fins al cinquè grau emprant l'harmonia del tercer, que és major. A l'última frase, la melodia baixa fins al segon grau torna a pujar fins al cinquè, que resol finalment sobre la tònica i crea una cadència autèntica perfecta. Després es torna a repetir la part B amb una petita variació rítmica a la primera frase.
A part de la melodia i l'harmonia implícita, és bastant comú que l'acompanyament que l'aguanta utilitzi alguns recursos melodicorítmics que intentin imitar els sons dels ocells, com es troba en el piano de l'arranjament de Pau Casals.